# 台湾吾党
台湾吾党（たいわんごとう、台灣吾黨）はかつて存在した台湾の政党。2001年9月21日に中華民国97番目の政党として結党された。党主席は魏吉助。 2001年の第五回中華民国立法委員選挙で原住民候補の瓦歴斯・貝林（ワリス・ペリン）の1議席を獲得した。
2020年解散。